# Amphicoma rothschildi
Amphicoma rothschildi är en skalbaggsart som beskrevs av Leon Fairmaire 1891. Amphicoma rothschildi ingår i släktet Amphicoma och familjen Glaphyridae. Inga underarter finns listade i Catalogue of Life.